# Pelargonium nanum
Pelargonium nanum är en näveväxtart som beskrevs av L'hér. och Dc.. Pelargonium nanum ingår i släktet pelargoner, och familjen näveväxter. Inga underarter finns listade i Catalogue of Life.